# Mount Hamilton (Neuseeland)
Mount Hamilton ist ein 3025 m hoher Berg in den Neuseeländischen Alpen auf der Südinsel Neuseelands.

## Geographie
Der Gipfel erhebt sich innerhalb der Malte Brun Range nur wenige Kilometer nordöstlich des namensgebenden 3199 m hohen Malte Brun. Er ist abgesehen von diesem der einzige Dreitausender der Range. Der Berg ist vergletschert, so liegt beispielsweise der Wheeler-Gletscher in seiner Südostflanke.

## Geschichte
Der Berg erhielt seinen Namen durch Noel Brodrick, in Anlehnung an einen aus Sydney stammenden Mann, der in den 1890er Jahren in diesem Teil der Neuseeländischen Alpen kletterte. Heute ist er Teil des Aoraki/Mount Cook National Park.

## Geologie
Das Gestein besteht hauptsächlich aus Varianten des Sedimentgesteins von Sandstein und Mudstone. Ferner treten auch Basalt, Kalkstein und Chert auf. Das Alter beträgt zwischen 201 und 273 Millionen Jahre.